# Brachyotum ledifolium
Brachyotum ledifolium là một loài thực vật có hoa trong họ Mua. Loài này được (Desr.) Triana mô tả khoa học đầu tiên năm 1871.

## Hình ảnh

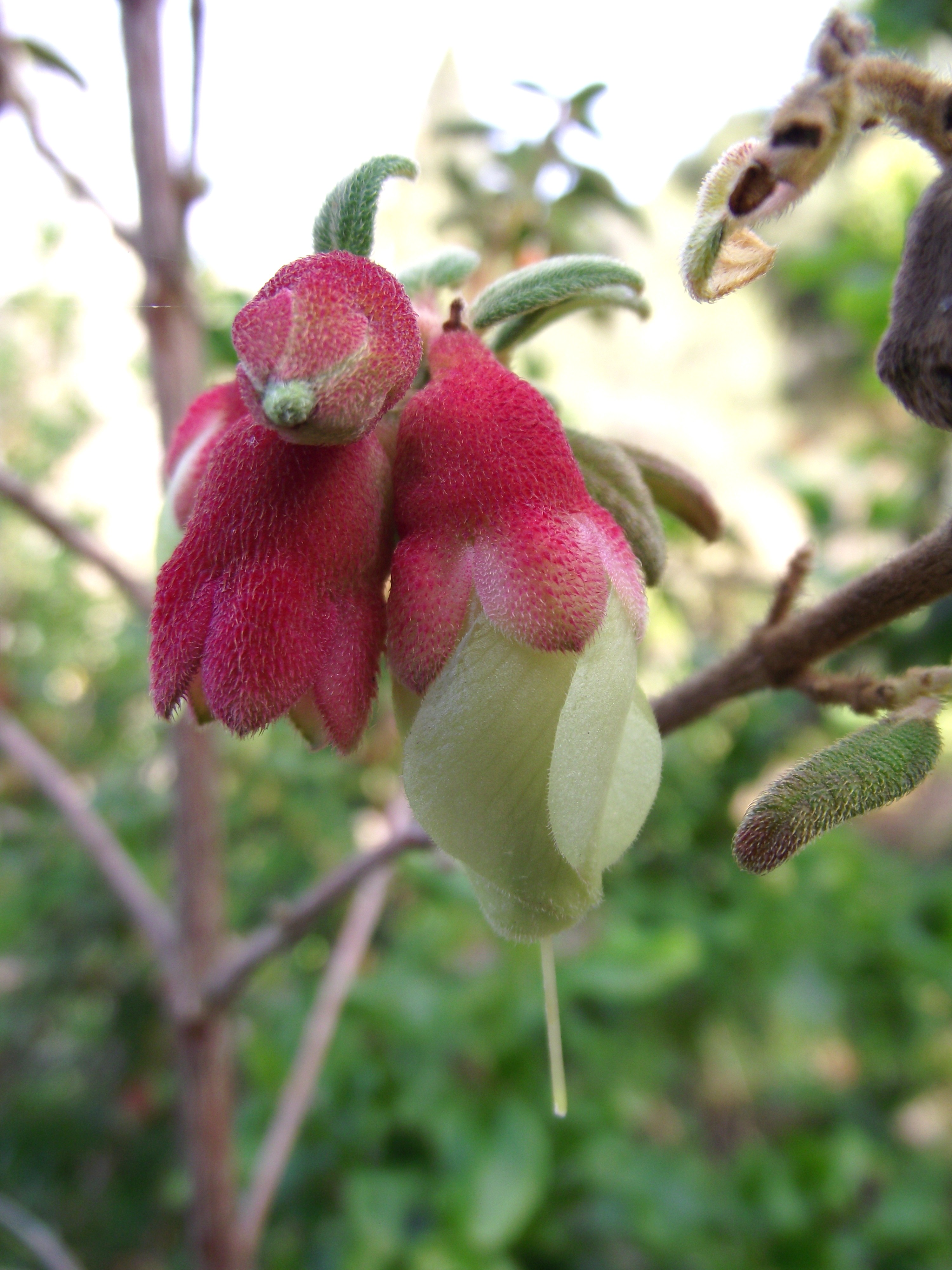